# Anapa
Anapa (ru. Анапа) este un oraș din Regiunea Krasnodar, Federația Rusă. Are o populație de cca 55 mii de locuitori. Este o importantă stațiune balneară de pe țărmul caucazian al Mării Negre.
Deși rămâne în continuare o stațiune cu o infrastructură învechită, a reușit să atragă turiști și în anii de după destrămarea Uniunii Sovietice, datorită trecerii multor alte stațiuni din nordul Mării Negre în administrația Ucrainei sau a Georgiei.
Anapa reprezintă o alternativă mai ieftină a vacanțelor în Antalia, Turcia sau Sharm el-Sheikh, Egipt, ambele destinații estivale favorite ale rușilor. 
Ca majoritatea stațiunilor din zonă, are plaje frumoase (cu nisip) și un climat atractiv în sezonul de vară. Legăturile feroviare sau aeriene (aeroportul din Anapa are codul AAQ) sunt destinate majoritar turismului intern sau din ex-URSS.

## Istoric

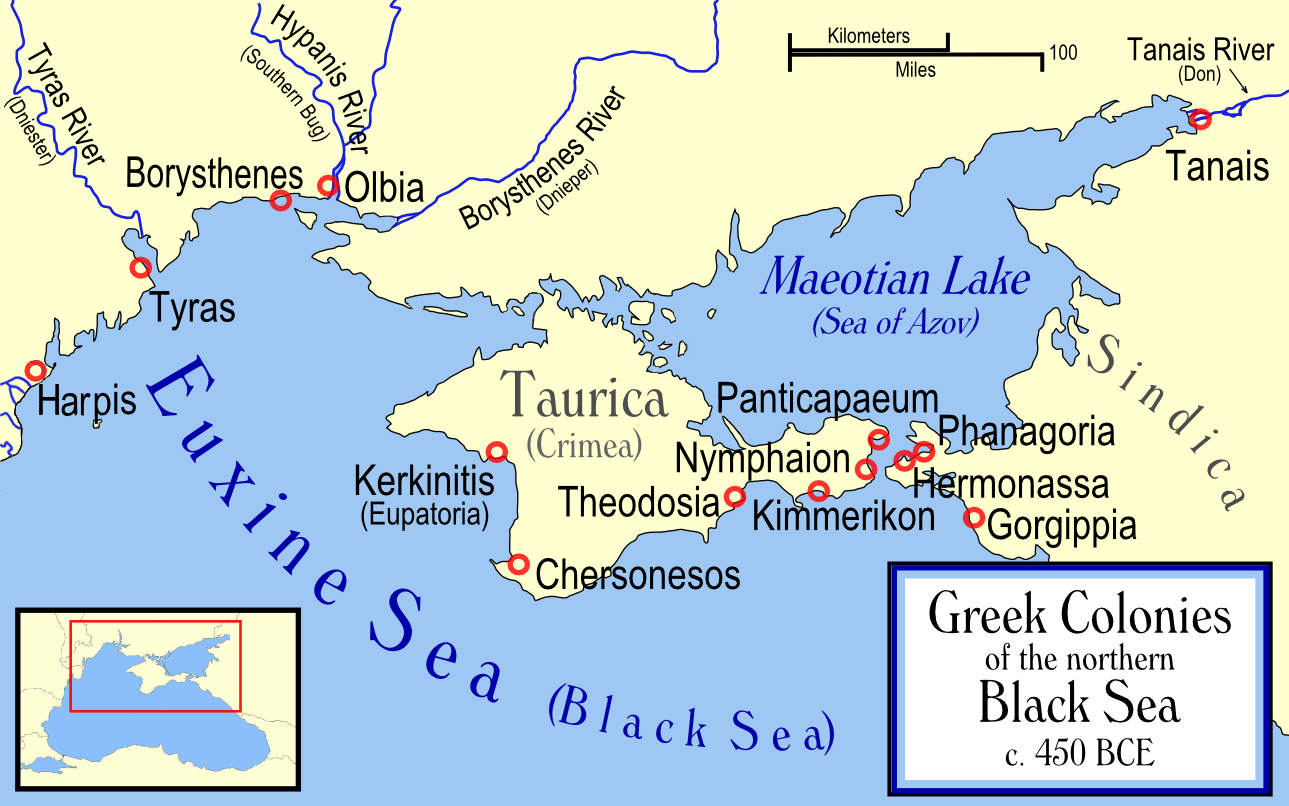
Gorgippia și alte colonii grecești din nordul Mării Negre cca. 450 î.Hr.

Zona a fost locuită din vechime, cele mai timpurii populații cunoscute fiind cele din grupa numită „Sindi” de vechii greci. Pe locul actualului oraș se întemeiază în secolul VI î.Hr. o colonie greacă ce a primit numele de Gorgippia, după numele unui suveran local; colonia atinge apogeul în secolele II-III d.Hr., când devine un punct important de control al comerțului din zona estică a Mării Negre. Epoca de hegemonie este întreruptă brutal în secolul III d.Hr. de năvălirea unor populații tribale, probabil de origine circaziană sau caucaziană, care cuceresc orașul și îi dau numele actual.
Cucerită de Imperiul Otoman în secolele XVI-XVII, este întărită cu un fort terminat în 1791, care a căzut după asedii repetate în mâinile Imperiului Țarist în 1829.

## Galerie foto

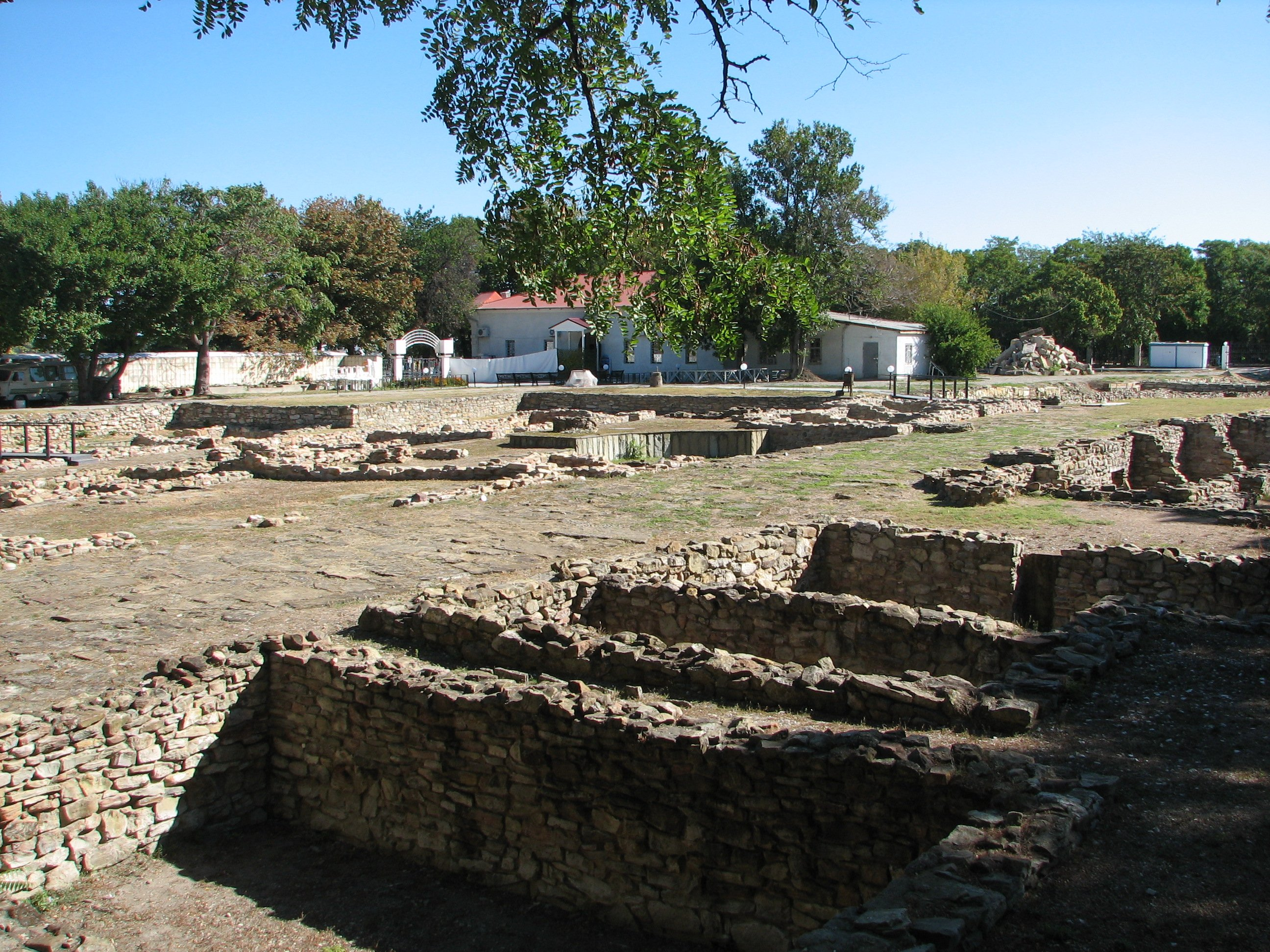
Ruine excavate din anticul Gorgippia.
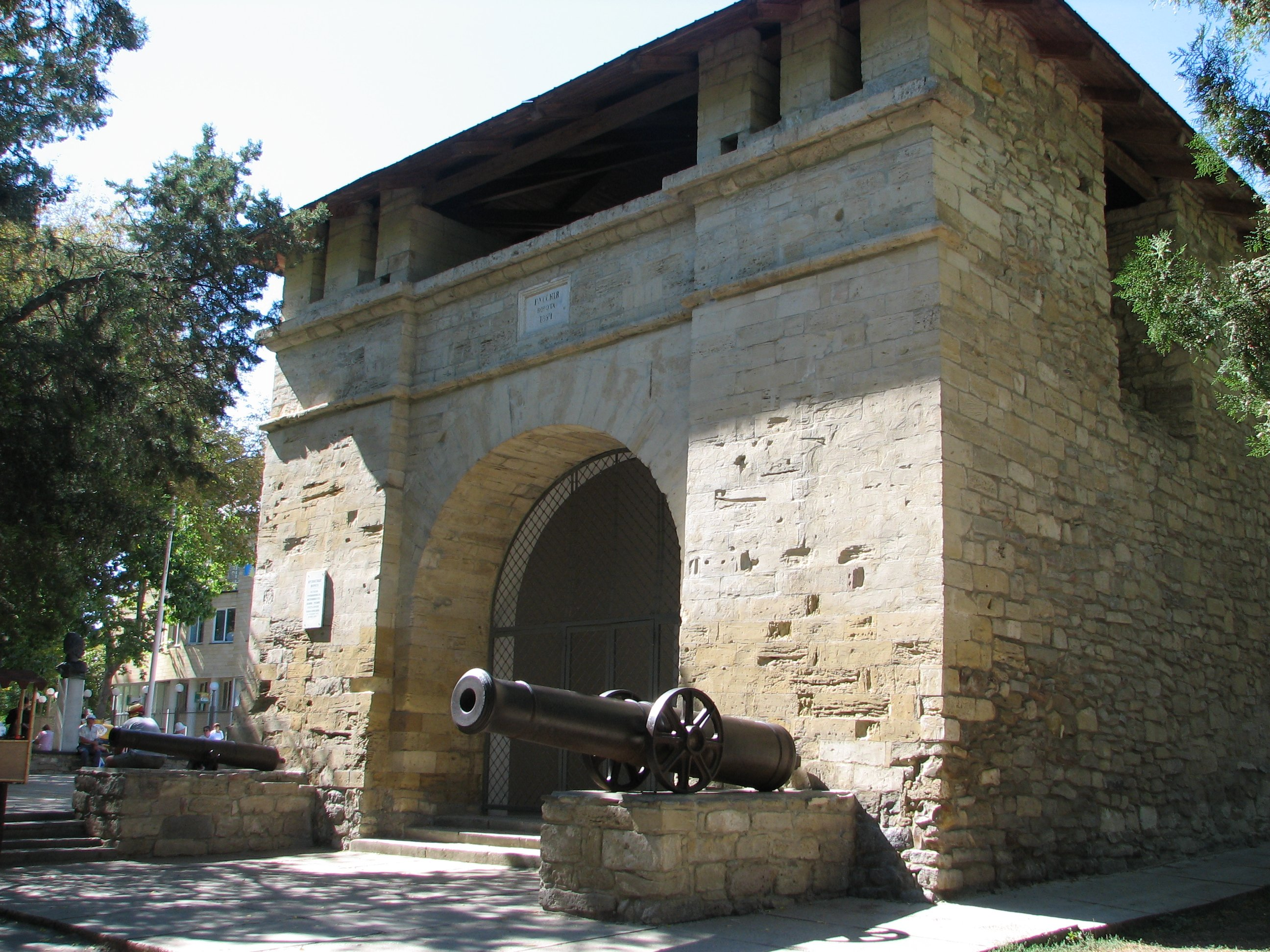
Poarta fortului otoman (1787), refăcută în 1857.
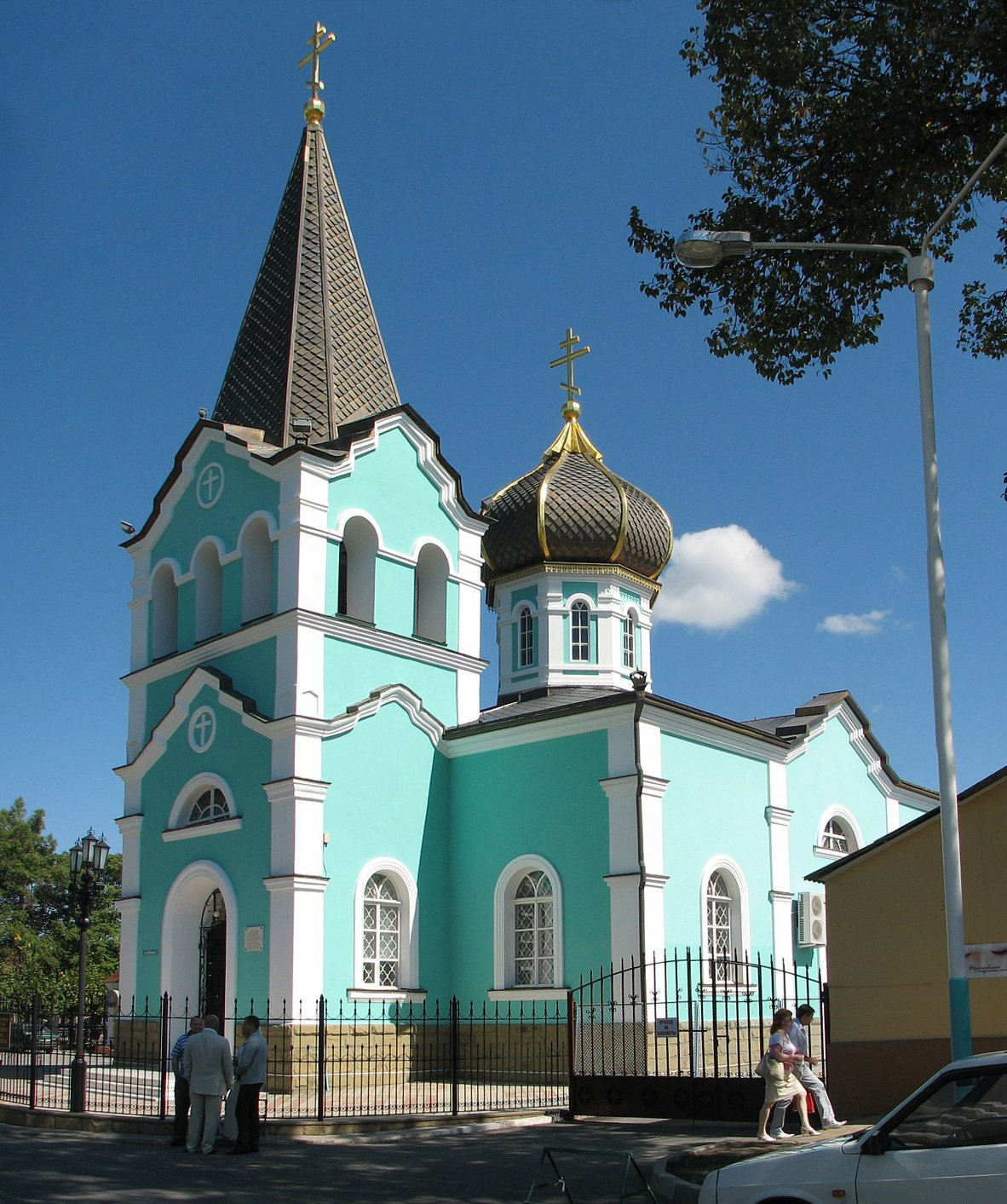
Biserica Sf.Onufrie (1829).
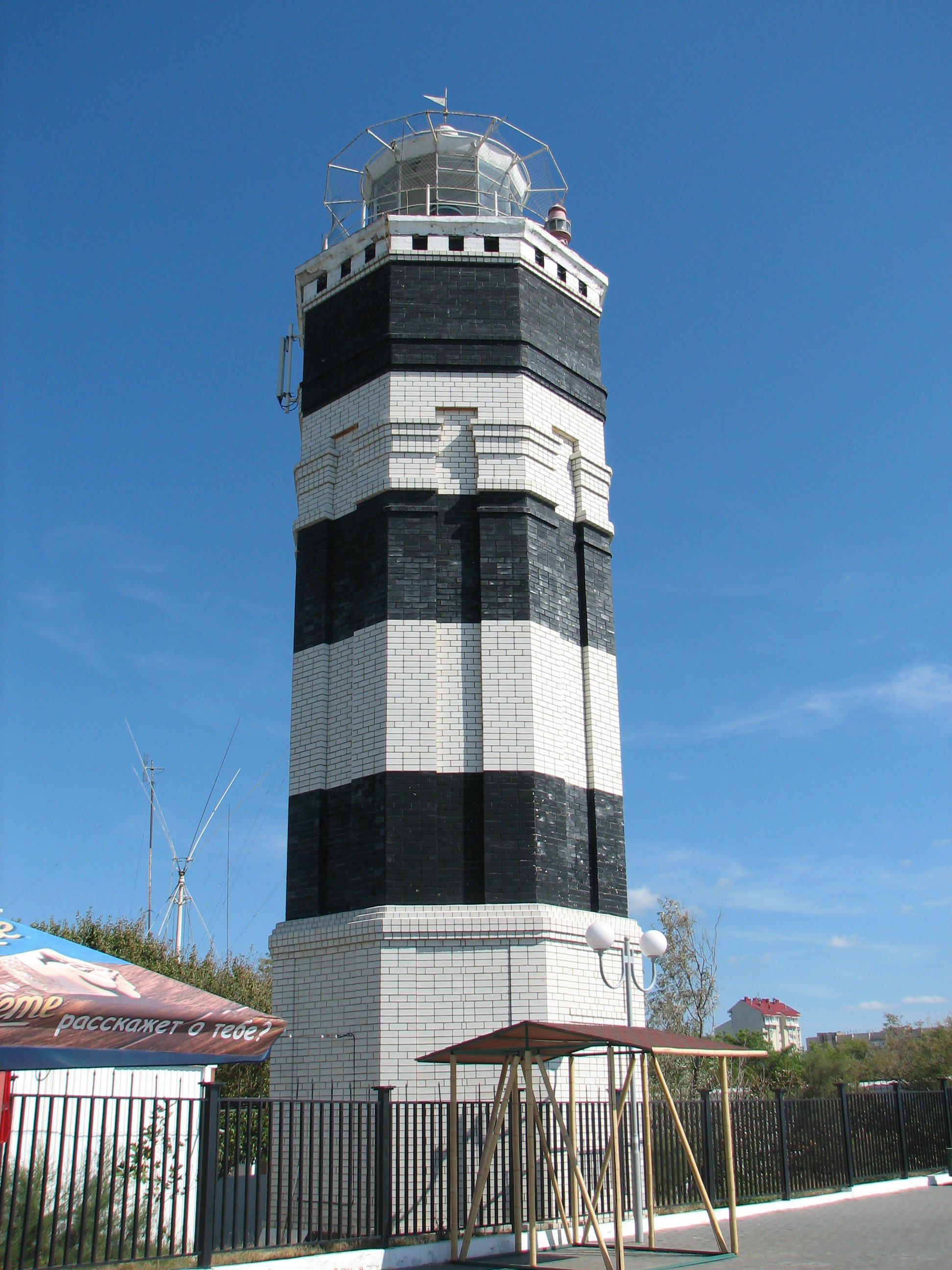
Far.
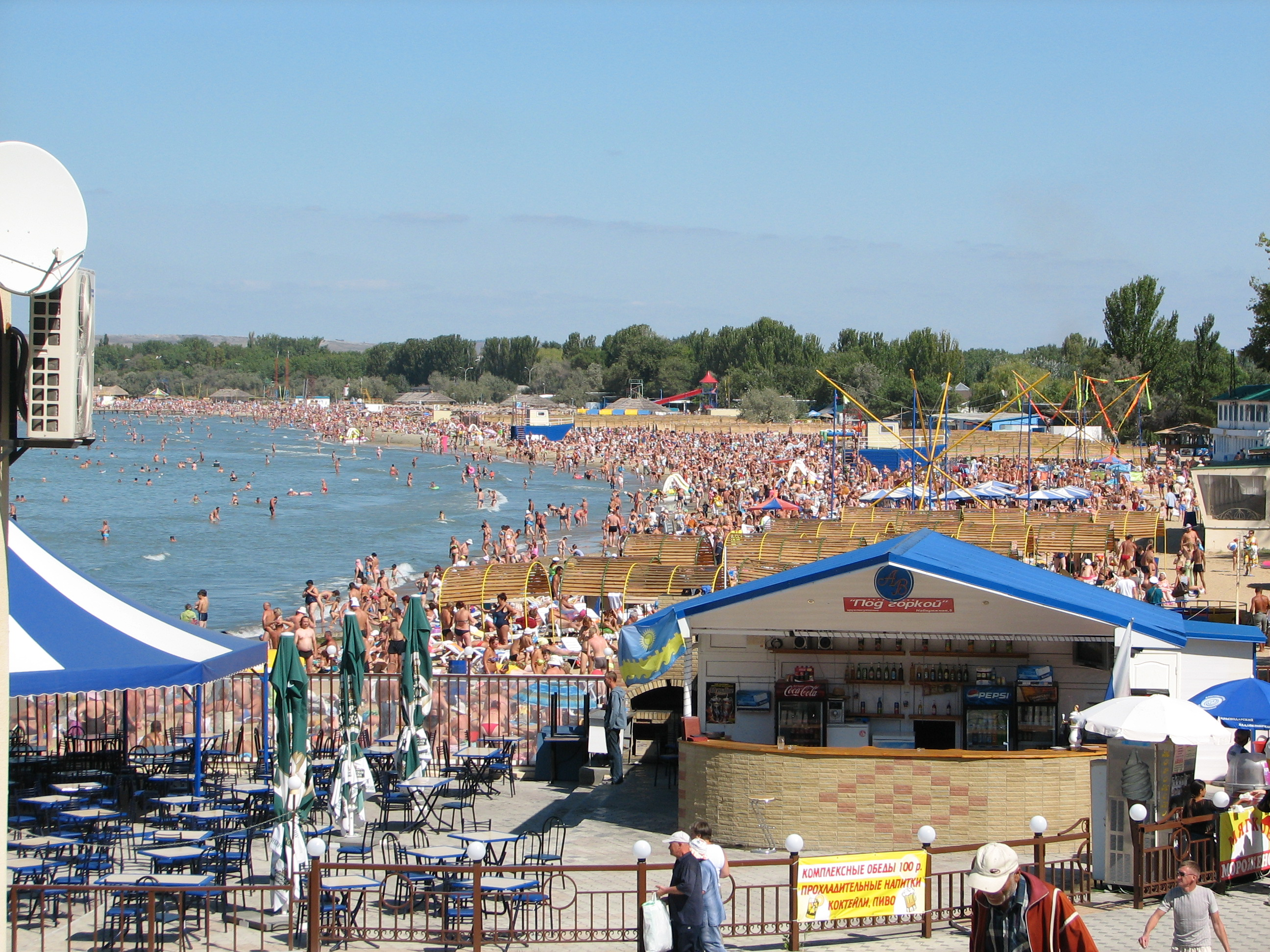
La plajă în Anapa.